# 아메리칸 홈

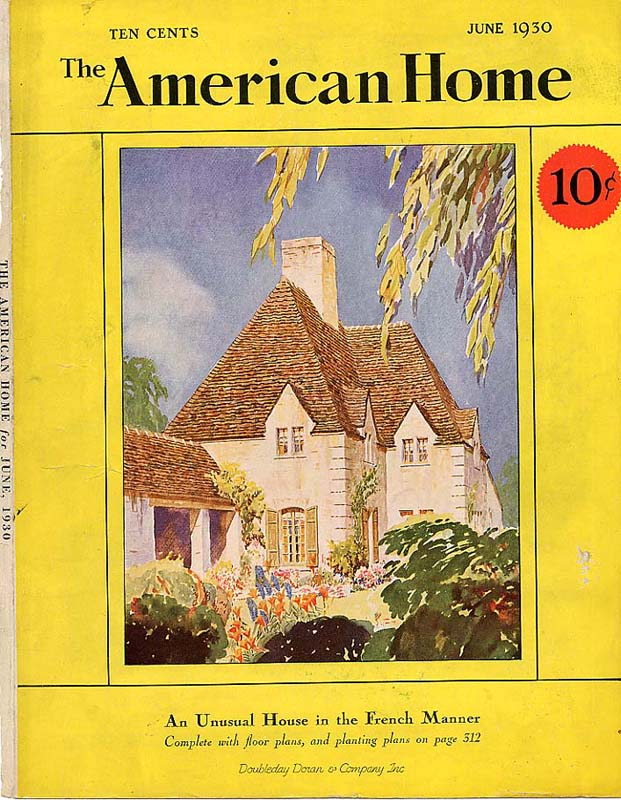
1930년 6월호

아메리칸 홈(The American Home)은  1928년부터 1977년까지 미국에서 발행된 월간 잡지였다. 그 주제는 국내 건축, 인테리어 디자인, 조경 디자인 및 정원 가꾸기였다.